# 大山崎インターチェンジ
大山崎インターチェンジ（おおやまざきインターチェンジ）は、京都府乙訓郡大山崎町の名神高速道路と京滋バイパスの大山崎JCTに併設されたインターチェンジ。
ここでは、大山崎バスストップについても記述する。

## 概要
向日市などの最寄りインターチェンジのひとつ。大山崎JCTと併設されていることや名神高速道路の天王山トンネルによる左ルート・右ルート分岐直後にある影響で上下線ともに左ルート走行時のみ利用が可能となっている。
京滋バイパス開通に際して、以前から存在した大山崎BSを挟む形で建設されたため、名神高速道路左ルートのみにバス停留所が併設されている（名神高速道路右ルート・京滋バイパス・京都縦貫自動車道にはバス停留所がない）。
フルセットのJCTとICが一体化した構造であるため、ランプウェイは進行方向によっては非常に複雑になる。
入口から入り本線へ出ることなく出口へ行くこともできる、全国でも非常に珍しいインターチェンジである（国道171号の入口から入ると途中京滋バイパス方面と名神方面への分岐があり、名神方面へ進むと合流してきた京滋バイパス利用者のための大山崎出口の分岐がある。また京滋バイパス方面へ進んだ場合も合流してきた名神利用者のための大山崎出口の分岐がある）。

## 道路
- E1 名神高速道路（33-3番）
- E88 京滋バイパス（京都第二外環状道路）

## 接続する道路
- 国道171号
- 国道478号

## 料金所
- ブース数：9

### 入口
- ブース数：4
  - ETC専用：2
  - ETC•一般：2

### 出口
- ブース数：5
  - ETC専用：2
  - 一般：3

## 周辺
- マクセルホールディングス京都本社
- 阪急バス大山崎営業所
- 大山崎町立大山崎中学校
- 山崎郵便局

## 大山崎バスストップ
大山崎バスストップ（おおやまざきバスストップ）は、京都府乙訓郡大山崎町の名神高速道路上にある大山崎JCT/ICに併設の高速バス用バス停留所。大山崎JCT/ICと併設されていることや、名神高速道路の天王山トンネルによる左ルート・右ルート分岐直後にある関係で上下線ともに名神高速道路左ルートのみに設置されている（名神高速道路右ルート・京滋バイパスにはバス停留所がない）。旧上り線の停留所は現在の下り線停留所の中央分離帯越しの真正面に存在したが、現在の上り線部分に被るため、新上り線着工時に廃止された。そのため、旧上り線である下り線右ルートには停留所の痕跡も残っていない。
大山崎JCT/ICが大山崎BSを挟む形で設けられた（京滋バイパス・京都縦貫道分岐ランプと分岐ランプの間にバス停が位置する）ため、名神高速道路京都方面 - 吹田方面を経由するバスのみが停車可能な構造となっている。
阪急バスなど名神高槻と連続して停車する高速バスがあり、阪急バスなどは近くの一般路線バス停留所に合わせて「名神大山崎（バスストップ）」として旅客案内を行っている。
なお、2013年（平成25年）12月21日に京都縦貫自動車道上に長岡京バスストップ（高速長岡京）が新設されたため、一部の高速バスは高速長岡京に停車する代わりに当バス停には停車しなくなった。また、以前は名神ハイウェイバスも停車していたが、大阪駅発着の特急便が廃止されたため現在は停車する便はない。
繁忙期（旧盆・年末年始・大型連休の時期）には名神高速道路自体が渋滞して大幅な遅れ運行になるので、当バス停留所を通過する路線や事業者がある（名神高槻や名神茨木も同様）。

### バス停へのアクセス
- 「大山崎町体育館前」バス停（阪急バス）・「名神大山崎」バス停（京都京阪バス） - 徒歩5分
  - JR東海道本線長岡京駅・阪急京都線長岡天神駅から阪急バス48系統
  - JR東海道本線長岡京駅から阪急バス19系統
  - JR東海道本線山崎駅・阪急京都線大山崎駅・京阪本線淀駅から京都京阪バス13系統
- 「円明寺」バス停 - 徒歩10分
  - JR東海道本線山崎駅・阪急京都線大山崎駅・JR東海道本線長岡京駅・阪急京都線長岡天神駅から阪急バス18系統
- 「新山崎橋」バス停 - 徒歩12分
  - JR東海道本線島本駅・阪急京都線水無瀬駅から阪急バス40系統

## その他
- NEXCO西日本のホームページ内にある大山崎ジャンクション分岐案内NAVIで大山崎JCT/ICの利用方法が案内されている。
- 同インターチェンジおよび大山崎ジャンクションにおいては、京都縦貫自動車道の開通前には案内標識で縦貫道に関する表示をマスキングで隠していた。のち、開業後に外すことにしていたが開業後もマスキングの撤去が遅れ、縦貫道への入り口がわからず混乱するなどして通行車両が立ち往生するケースが続出した。NEXCO西日本は「数が多く時間がかかった」と説明しているが、NEXCO東日本は「取り外しに数日間もかかることは考えにくい」としている[2]。

## 位置情報
- 北緯34度54分17.75秒 東経135度41分37.49秒 / 北緯34.9049306度 東経135.6937472度
- 大山崎ジャンクション - 地理院地図
- 京都府乙訓郡大山崎町円明寺 - Google マップ

## 隣
E1 名神高速道路
右ルート
出入不可
左ルート
(33,33-1,33-2) 京都南IC - 桂川PA - (33-3) 大山崎JCT/大山崎IC/BS - (11) 高槻JCT/IC
E88 京滋バイパス（名神高速道路大山崎支線）
(8) 久御山淀IC - (33-3) 大山崎JCT/大山崎IC
E9京都縦貫自動車道（京都第二外環状道路）
(33-3)大山崎JCT/大山崎IC - (17)長岡京IC